# Ivanovce
Ivanovce (hongarès: Ivánháza) és un poble i municipi d'Eslovàquia que es troba a la regió de Trenčín. La primera menció escrita de la vila es remunta al 1398.

## Demografia
| Godina             | 1994 | 2004   | 2014    | 2024    |
| ------------------ | ---- | ------ | ------- | ------- |
| Nombre de persones | 810  | 789    | 945     | 1084    |
| Diferència         |      | −2,59% | +19,77% | +14,70% |

| Godina             | 2023 | 2024   |
| ------------------ | ---- | ------ |
| Nombre de persones | 1070 | 1084   |
| Diferència         |      | +1,30% |